# 奧古斯都大橋
奧古斯都大橋（德語：Augustusbrücke）是位於德國薩克森州城市德勒斯登的一座橋樑，也是德勒斯登歷史最古老的橋樑。修建於1907年至1910年期間。大橋跨越易北河，連接北部的新城和南部的舊城。在12世紀時，這裡就曾有橋樑。現在的奧古斯都大橋是由Wilhelm Kreis和Theodor Klette設計 。